# Ritzlihoren
Ne doit pas être confondu avec Ritzihorn.
Le Ritzlihoren, parfois orthographié Ritzlihorn, est un sommet des Alpes bernoises, en Suisse, situé dans le canton de Berne, qui culmine à 3 277 m d'altitude. Il fait partie d'une crête qui domine Guttannen au nord-est, la vallée de l'Aar à l'est et la vallée de l'Ürbachwasser à l'ouest.
La première ascension du Ritzlihoren fut effectuée entre 1811 et 1818 par J. J. Frey.